# Message of the Mind
Message of the Mind è un cortometraggio muto del 1914. Il nome del regista non viene riportato nei credit.

## Produzione
Il film fu prodotto dalla Balboa Amusement Producing Company.

## Distribuzione
Distribuito dalla Box Office Attractions Company, il film - un cortometraggio di tre bobine - uscì nelle sale cinematografiche statunitensi il 10 novembre 1914.